# 帕氏园蛛
帕氏园蛛（学名：Araneus pavlovi）为园蛛科园蛛属的动物。在中国大陆，分布于北京、河北等地。该物种的模式产地在北京。